# بخش چورو
بخش چورو (به انگلیسی: Churu district) یک منطقهٔ مسکونی در هند است که در Bikaner division واقع شده‌است. بخش چورو ۱۳٬۸۵۸ کیلومتر مربع مساحت دارد.